# Buenaventura Agulló Prats
Buenaventura Agulló Prats (Sort, 1846-Villarreal, 1907) fue un jurista y político español.

## Biografía
Natural de Sort, en la provincia de Lérida, era hijo de Armengol, el que fuera catedrático de la Universidad de Cervera y registrador de la propiedad en dicho pueblo, y de Antonia Prats.
Estudió la primera enseñanza en Gerri. Los tres primeros años de latín fueron con su padre, que tomó después posesión del registro de Ponferrada.
Durante el reinado de Amadeo I, fue elegido diputado del Congreso de los Diputados en las elecciones generales de España de abril de 1872. No obstante, no se presentó a la reelección en los comicios celebrados en agosto de ese mismo año. Desempeñó después los registros de la propiedad de Vendrell, Soria, Falset, Vich, Zamora y Barcelona occidental. No obtuvo más que un ascenso de turno libre a Soria, tras siete años en la categoría inmediata.
Fue uno de los que más trabajaron por la fundación del instituto de segunda enseñanza de Ponferrada. Asimismo, fundó en Falset una institución de segunda enseñanza anexa al casino, en la que desempeñó la cátedra de Filosofía. También regentó en el Ateneo de esa localidad la cátedra de Legislación Hipotecaria.
En el Congreso de Valladolid de 1886 inició el monterpio de registradores y la organización de la clase en juntas regionales. Fue, asimismo, el primer director de dicha institución.

## Obras
Publicó en La reforma legislativa, de la cual y de otras revistas fue uno de los más asiduos colaboradores. Bajo su dirección, el monterpio también publicó una revista, titulada Montepío de registradores.
Sus obras más destacadas son:
- Constitución política de los pueblos antiguos (1866)
- Índice de la ley hipotecaria y su reglamento (1877)
- Ensayo de un compendio de los principios de legislación hipotecaria (1879)
- Urbanidad y moral (1879)
- Notas políticas (1879)
- El crédito territorial (1883)
- El derecho civil en los códigos sagrados (1883)
- Credigelogía o ciencia del crédito territorial (1884)
- Índice-extracto de la legislación hipotecaria